# Зив (медицинский центр)
Зив (ивр. בית החולים רבקה זיו‎) — израильский государственный медицинский комплекс, расположенный в районе в городе Цфат и предназначенный для лечения жителей Цфата, Верхней Галилеи, Голанских высот и посетителей этого района.
Медицинский центр «Зив» играет стратегическую роль в случае боевых действий на севере Израиля.

## История
В 1907 году началось создание еврейской больницы в Цфате по инициативе барона Ротшильда и с помощью профессиональной медицинской помощи cионистской организации «Хадасса». Больница была открыта в 1912 году и предназначалась для обслуживания северных поселений Рош-Пина, Йесуд-ха-Маала, Маханаим, Мишмар-ха-Ярден и Метула. Персонал больницы состоял из врачей и медсестер, привезенных организацией «Хадасса», в основном из Соединенных Штатов.
С началом Первой мировой войны в 1914 году османские власти конфисковали больницу и превратили ее в турецкий военный госпиталь (вместе с шотландской больницей, которая обслуживала местное арабское население в Бейт-Буселе, позже ставшую санаторием). В 1921 году больница была вновь открыта под эгидой «Хадасса» в качестве больницы для больных туберкулезом и родильного отделения. В 1924—26 годах больницей управлял доктор Моше Кригер.
С началом войны за независимость пациенты с туберкулезом были эвакуированы в Зихрон-Яаков, и больница стала служить военным госпиталем для медицинских сил Хаганы и АОИ, во главе с волонтером из Англии доктором Циммерманом. Больница работала в суровых условиях без анестезии и медикаментов. В 1949 году, после образования государства Израиль, больница стала государственной больницей общего профиля, но в основном использовалась как родильный дом и психиатрическая больница.